# 最佳前男友
《最佳前男友》，2015年中国大陆都市浪漫爱情偶像剧，由蔣家駿執導，言承旭、江疏影、吳卓羲、米露等明星领衔主演，并由《爱情公寓》系列总编剧汪远担任剧本顾问。2015年3月23日在苏州开始拍摄，全剧均在此取景，取景地主要包括东沙湖、圆融时代广场以及高档酒店。该剧于8月15日在深圳卫视及黑龙江卫视播出。
2015年，言承旭主演的電視劇《最佳前男友》在深圳衞視黃金檔首播，獲得不錯的收視率。據50城省級衞星電視的收視排名(不含央視) ，在播出的二十一天當中，在最初的六天收視排名在第十六位和第十一位之間，其後的十四天收視排名上升至第9位至第5位。大結局那天是以排名第5位的高名次收官。

## 播出
| 上星频道              | 所在地   | 播放日期及时间                   |
| --------------------- | -------- | -------------------------------- |
| 深圳卫视/黑龙江卫视   | 中国     | 2015年8月15日19:30起(兩集)       |
| Astro雙星/Astro雙星HD | 马来西亚 | 2015年11月17日 星期一至五19:00起 |
| DATV                  | 日本     | 2016年2月29日 20：00～21:00      |

## 剧情
傅方思（江疏影饰演）与李唐（言承旭饰演）、程湘南（米露饰演）与尹浩然（吴卓羲饰演），四人都有美好和浪漫的回忆，最终败给了个性矛盾与现实差异，直到多年后再次相逢。方思工作室遭遇变故后，无意间方思加入到唐煌，成为前男友李唐的下属；而程湘南进行豪门媳保卫战。方思在几度沉浮之后，从李唐身上看到了成长与改变，终于冲破误会与阻碍并迎接美好的未来。

## 演员表
| 演员   | 饰演角色 | 简介                                                                       |
| ------ | -------- | -------------------------------------------------------------------------- |
| 言承旭 | 李唐     | 唐煌集团总经理，傅方思前男友，李氏珠宝集团公子。                           |
| 江疏影 | 傅方思   | 唐煌集团中装设计部总监，李唐前女友，曾创建独立工作室并推出“方思”自主品牌。 |
| 吴卓羲 | 尹浩然   | 乔瑞斯服装集团中国区副总裁，程湘南前男友，后期追求方思。                   |
| 米露   | 程湘南   | 模特，李唐大学同学，尹浩然前女友，李唐未婚妻，後因與尹皓然復合後解除婚約。 |
| 杜雨宸 | 小奈     | 傅方思下属兼闺蜜。                                                         |
| 岚欣   | AMY      | 傅方思下属。                                                               |
| 李依伊 | 陆嘉欣   | 傅方思的学妹和下属。                                                       |
| 蒋冰   | 罗绍晋   | 李唐死党兼合伙人。                                                         |
| 宫正楠 | 班杰     | 尹浩然的搭档。                                                             |
| 张国柱 | 李成睿   | 李唐父亲，李氏珠宝集团董事长。性格霸道专制。                               |

## 电视原声带
| 曲序 | 曲目                       | 词曲   | 演唱         |
| ---- | -------------------------- | ------ | ------------ |
| 1.   | 《期待爱》（片头曲）       | 林俊杰 | 林俊杰、金莎 |
| 2.   | 《如果时光倒流》（片尾曲） |        | 汪苏泷       |

## 相關新聞
- 2015-03-27 言承旭吴卓羲新剧苏城开机 苏州再迎剧组取景
- 2015-04-09《最佳前男友》开机 言承旭直面前任敏感话题 （页面存档备份，存于）
- 2015-04-15《最佳前男友》开机 言承旭不霸道很温柔 （页面存档备份，存于）
- 2015-04-21《最佳前男友》热拍 言承旭江疏影解读恋爱法则 （页面存档备份，存于）
- 2015-04-24《最佳前男友》热拍 吴卓羲演绎总裁追爱米露 （页面存档备份，存于）
- 2015-04-28《最佳前男友》热拍 言承旭再演霸道总裁反差萌 （页面存档备份，存于）
- 2015-05-05 《最佳前男友》首曝剧照 言承旭领衔高颜值阵容 （页面存档备份，存于）
- 2015-05-11 兩岸男神／根本升級版道明寺！言承旭霸氣造型曝光
- 2015-05-12 独家：言承旭延续道明寺 无视吴卓羲抢走江疏影 （页面存档备份，存于）
- 2015-05-13 《最佳前男友》热拍 言承旭遭遇“人身攻击” （页面存档备份，存于）
- 2015-05-21 《最佳前男友》热拍 言承旭自爆婚姻要冲动
- 2015-05-31 言承旭拍戏排场大扮霸道总裁强拉江疏影 （页面存档备份，存于）
- 2015-06-02《最佳前男友》热拍 言承旭带病拍摄敬业获赞 （页面存档备份，存于）
- 2015-06-05 《最佳前男友》无锡杀青 言承旭江疏影主演